# Flughafen Mtwara

i7
i11
i13
Der Flughafen Mtwara (englisch Mtwara Airport, IATA-Code: MYW, ICAO-Code: HTMT) ist ein Verkehrsflughafen der Stadt Mtwara im Süden von Tansania. 

## Lage
Der Flughafen liegt etwa sieben Kilometer südlich des Stadtzentrums von Mtwara in einer Höhe von 113 Meter über dem Meer.

## Kenndaten
- Abkürzungen: Der Flughafen hat den IATA-Code MYW und ICAO-Code HTMT.[3]
- Start- und Landebahnen: Der Flughafen hat 2 Landebahnen:[2][4]
  - Die Piste 01/19 hat eine Länge von 2259 m, eine Breite von 30 m und ist asphaltiert.
  - Die Piste 08/26 hat eine Länge von 1163 m, eine Breite von 30 m und ist eine Graspiste.
- Kommunikation: Der Tower ist über die Frequenz 118,1 erreichbar.[5]

## Fluggesellschaften und Ziele
Von Mtwara gibt es Flüge nach Daressalam, die von Precision Air durchgeführt werden (Stand 2022).

## Zwischenfälle
Am 27. August 1975 ereignete sich der einzige schwere Zwischenfall auf dem Flughafen Mtwara. Eine Douglas DC-3 der Fluggesellschaft East African Airways kam nach dem Aufsetzen von der Landebahn ab. Das Flugzeug wurde irreparabel beschädigt. Die 16 Passagiere und die 3 Besatzungsmitglieder konnten das Flugzeug mit Hilfe der Bodenrettungsdienste verlassen. Grund für den Unfall war vermutlich ein Pilotenfehler.